# 活在物質世界之中
《活在物質世界之中》是英國歌手喬治·哈里森的第四張錄音室專輯，於1973年由蘋果唱片發行。專輯作為哈里森廣受好評的《万物必将消逝》及先鋒慈善項目《孟加拉國演唱會》的後續活動，因而成為當年最受期待的發行之一。《活在物質世界之中》在發行的2日後獲得美國唱片業協會的金認證；並成為哈里森第2張在美國獲得第1名的專輯；以及製作國際大熱歌曲《Give Me Love (Give Me Peace on Earth)》。專輯在加拿大和澳洲也取得第1名，而在英國則排行第2。
《活在物質世界之中》以不妥協的抒情性歌曲著稱，這反映哈里森為爭取精神啟蒙以對抗他作為超級巨星的地位，以及許多評論家認為這是他生涯上最出色的吉他和聲樂表演。對比《万物必将消逝》，哈里森縮小這專輯的製作規模，並使用加里·賴特、尼克·霍普金斯、克勞斯·沃曼和吉姆·凱特納等音樂人作為製作的核心，而林哥·史達、約翰·巴勒姆和印度傳統音樂家烏斯塔德·侯賽因也為專輯作出貢獻。
專輯發行後，《滾石雜誌》將其描述為「流行經典」，形容為「單獨存在的一份信仰，並光彩照人的專輯」。大多數當代評論家都認為，即使它不可避免地不符合哈里森的宏偉作品的特徵，《活在物質世界之中》仍被視為《万物必将消逝》的成功的後續作品。作者西蒙·冷（Simon Leng）將專輯稱為「被遺忘的大製作」，代表「一個時代的結束，是披頭四樂團的倫敦時代的最後獻祭。」EMI唱片在2006年重新製作專輯並發行，除了附贈額外曲目，專輯也發行豪華版CD/DVD套裝，其中包含四首歌曲的影片剪輯。

## 背景
哈里森於1971-72年為新孟加拉國而進行的人道主義援助行動《孟加拉國演唱會》成功令他成為國際英雄，但他亦為了確保籌集的錢能夠用於需要幫助的人而感到疲憊和沮喪。1971年8月，在紐約麥迪遜廣場花園舉行的兩次音樂會之後，哈里森並沒有進行下一張專輯的錄製，而是將個人事業擱置近一年。同年12月，鋼琴家尼基·霍普金斯（Nicky Hopkins）在《Disc and Music Echo》雜誌的採訪中，談到在參加約翰·列儂的單曲《Happy Xmas (War Is Over)》在紐約進行的製作時，哈里森曾在其中演奏過「大約兩三個小時」的新歌，並補充說：「它們的確令人難以置信。」霍普金斯認為哈里森的下一張個人專輯會在一月或二月於修士公園的自家錄音室開始製作，但是任何此類計劃都因哈里森對孟加拉國的救濟項目的承諾而被撤銷。雖然他在1971年的最後幾個月裡為林哥·史達和蘋果唱片旗下的Lon＆Derrek Van Eaton製作單曲，並幫助拉維·香卡宣傳紀錄片《Raga》，但哈里森作為音樂製作人，其下一個工作則在1972年8月協助錄製西拉·布萊克（Cilla Black）的作品《When Every Song Is Sung》。
在此期間，哈里森對印度教靈性的奉獻精神，尤其是通過與聖恩巴克提韋丹塔·斯瓦米·帕布帕德的友誼以及對国际奎师那知觉协会的奉獻達到新高度。正如哈里森承認的那樣，他對精神道路的堅持並非一致。他的妻子貝蒂·伯伊德和朋友克里斯·奧德爾（Chris O'Dell）開玩笑說，很難說他是浸入在永遠存在的加珀瑜伽祈禱袋中還是「可卡因袋（the coke bag）」作家西蒙·冷和艾倫·克萊森（Alan Clayson）注意到了這種二重性：一方面，哈里森在長期的虔誠奉獻為自己贏得「他的演講（His Lectureship）」的綽號；另一方面，他於1972年上半年參加位於倫敦，猥褻作樂的製作，包括鮑比·凱斯（Bobby Keys）同名的個人專輯以及哈利·尼爾森的「徹底令人討厭的」單曲《You're Breakin' My Heart》。同年2月28日，哈里森夫妻發生一場車禍，因哈里森對高性能汽車的熱情使他在以每小時90英里的速度將梅賽德斯－賓士撞向迴旋處，這場車禍令他再次失去駕駛執照。
1972年8月，隨著《孟加拉國演唱會》紀錄片終於在全球發行，哈里森獨自出發前往歐洲開車度假。後來哈里森聲稱，在此期間他不停地誦讀奎師那曼特羅。作為奎師那的信徒的宗教學者約書亞·格林（Joshua Greene），將這次旅行描述為哈里森為錄製專輯的「準備工作」。

## 歌曲
與其重新審視製作《万物必将消逝》期間剩下的作品，除了《Try Some, Buy Some》是在1970年創作並在1971年2月與羅尼特組合前成員羅妮·斯柏克特進行錄音外，專輯的其他作品均於1971-72年期間創作。專輯包括《The Lord Loves the One (That Loves the Lord)》、同名歌曲《Living in the Material World》、《Give Me Love (Give Me Peace on Earth)》和《Try Some, Buy Some》等反映哈里森的精神奉獻的歌曲，以及如《Miss O'Dell》和《The Day the World Gets 'Round》等顯示他在《The Concert for Bangladesh》進行前後的感受的歌曲。

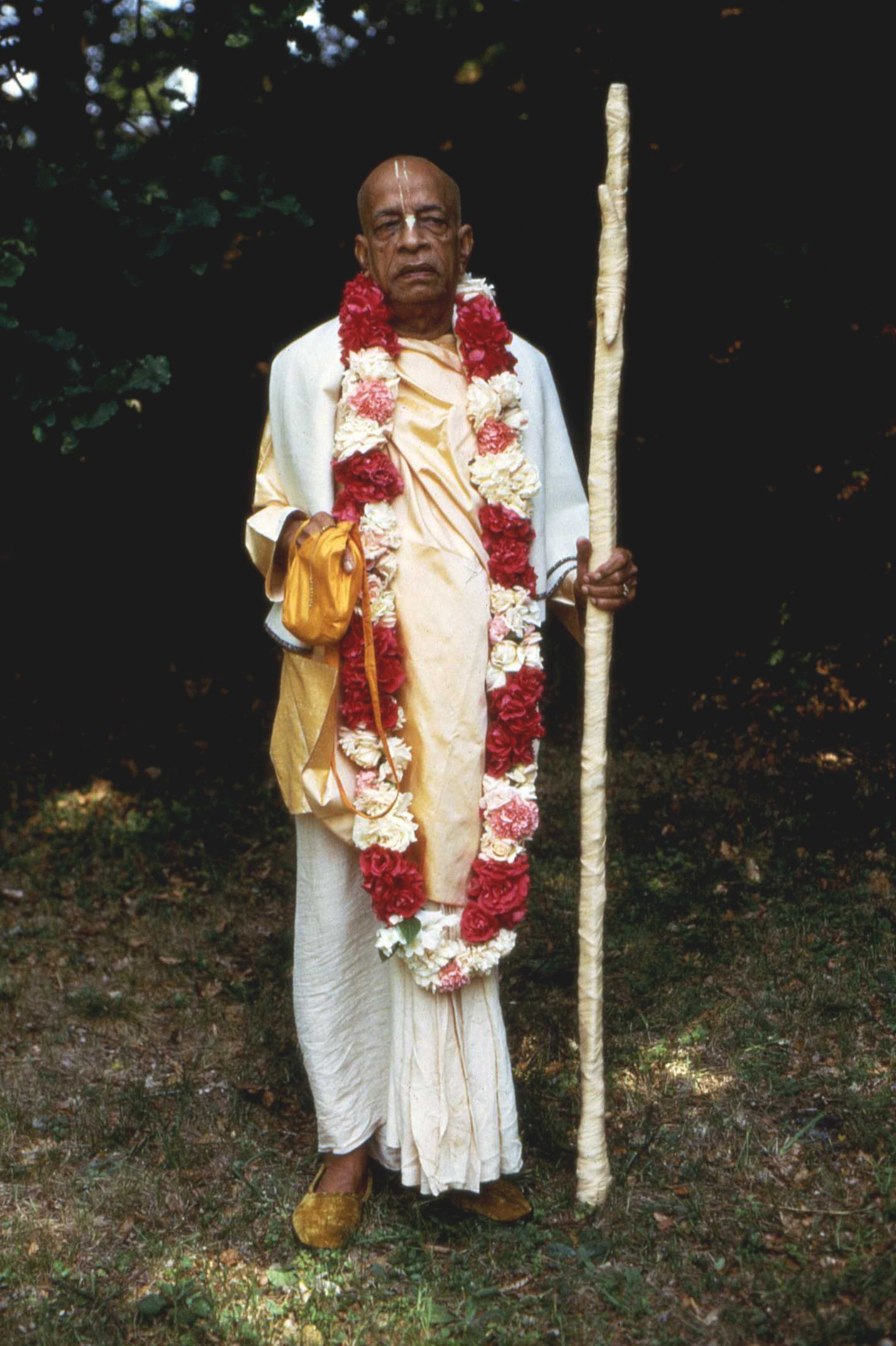
這專輯的部分歌曲均受到国际奎师那知觉协会的創始者聖恩巴克提韋丹塔·斯瓦米·帕布帕德影響

當中《The Lord Loves One》和《Living in the Material World》都直接受到帕布帕德的影響；格林在書中寫哈里森將薄伽梵歌的一段話改編並作為同名歌曲的歌詞，並補充說：「有些歌曲將精神概念提煉成如此高雅的短語，類似契經：簡短的代碼包含大量含義。」在《Give Me Love (Give Me Peace on Earth)》中，哈里森將印度教的拜讚歌風格與西方福音音樂融合，重複他在1970-71年間獲得國際好評的《My Sweet Lord》的風格，哈里森在1980年發行的自傳《I Me Mine》中將這首歌描述為「我、主與任何喜歡它的人之間的祈禱和個人陳述。」
哈里森用自己的奎師那靈修在《万物必将消逝》一直在進行提升信仰的慶祝活動，而他的最新作曲卻因孟加拉國演唱會的經歷而表現出更樸實的品質。負責音樂編曲的巴漢姆後來暗示：除了與伯伊德的婚姻失敗外，精神上的「危機」可能是原因。冷寫著：「當喬治·哈里森充滿音樂上的信心時，你會在《活在物質世界之中》發現他的位置與當時創作歌曲《Help!》的約翰·列儂大致相同–震驚於壓倒性的成功，急切地想知道它離開了哪裡。」
其他歌曲主題涉及披頭四的遺產，如歌曲《Living in the Material World》和《Sue Me, Sue You Blues》直接引用樂隊的歷史 -或如《The Light That Has Lighted the World》、《Who Can See It》和《Be Here Now》等，表達哈里森想擺脫現在的身份並活在當下。《Who Can See It》的歌詞反映哈里森對以前的藍儂與保羅·麥卡尼的迷戀，而《Sue Me, Sue You Blues》是他對麥卡尼於1971年高等法院解散作為企業實體的樂隊的評論。與帕布帕德的教義一致，所有這種名望、財富或地位的追求在當時的哈里森的世界觀已沒意義。作者加里·蒂勒里在專輯的內容寫道：「這張專輯表達了他對平凡世界和精神世界的印象，以及忽略日常世界的誘惑並始終專注於永恆真實的重要性。即使在如《That Is All》和《Don't Let Me Wait To Long》等看似傳統的愛情歌曲中，哈里森似乎也像對待任何人類伴侶一樣在談論他的神靈。」從音樂上講，後者反映1960年代初期布里爾大廈歌曲作者的影響力，而哈里森唱出的則像「從天而降」的愛。
哈里森將《活在物質世界之中》的十一首歌曲中的九首以及非專輯B面的《Miss O'Dell》的版稅捐贈給他的慈善機構物質世界慈善基金會。後一項倡議是針對阻礙他為孟加拉難民的救濟工作的稅收問題而設立，並通過持續的出版特許權使用費確保永續年金會流向他所選擇的慈善機構。

## 製作
在音樂製作公式Wall of Sound完成盛大的《万物必将消逝》的製作之後，正如哈里森後來所說的那樣，他想要一個更加低調的聲音「解放」歌曲。儘管斯佩克特的行為舉止和酒精消耗令在1972年10月製作開始後，哈里森成為唯一製作人，但他曾打算像以前一樣與斯佩克特共同製作。由於哈里森和斯佩克特一同製作上一張專輯，並與萊昂·羅素、吉姆·戈登、皮特·漢姆和巴哈姆等音樂家，製作羅尼·史克托已遺棄的歌曲《Try Some, Buy Some》 ，因此在製作人方面，斯佩克特被註明為該曲目的製作人。
專輯曾計劃於1973年1月或月以《The Light That Has Lighted the World》之名發行，在一個月內，該專輯的名稱被宣佈為《The Magic Is Here Again》，並在《滾石雜誌》上發表錯誤的報導：聲稱埃里克·克萊普頓是聯合製作人，以及專輯定於1972年12月20日發行。

### 錄製
與上一張專輯形成鮮明對比的是，哈里森聘請了一群核心音樂人來支持《活在物質世界之中》的製作：加里·賴特（Gary Wright）分享哈里森的精神專注；而沃曼則參與鍵盤和貝斯的部分；巴勒姆再次提供弦樂器的安排。在1971年孟加拉國演唱會給人留下深刻印象的凱特納和霍普金斯也加入了他們的行列，後者與哈里森的音樂聯繫可以追溯到1968年的傑基·洛馬克斯的單曲《Sour Milk Sea》； 演唱會樂隊的另一位音樂家吉姆·霍恩也參與號角和長笛的部分；史達在他的電影事業蒸蒸日上時，也參與這張專輯的製作； 菲爾·麥克唐納則是繼《万物必将消逝》後繼續擔任唱片工程師。

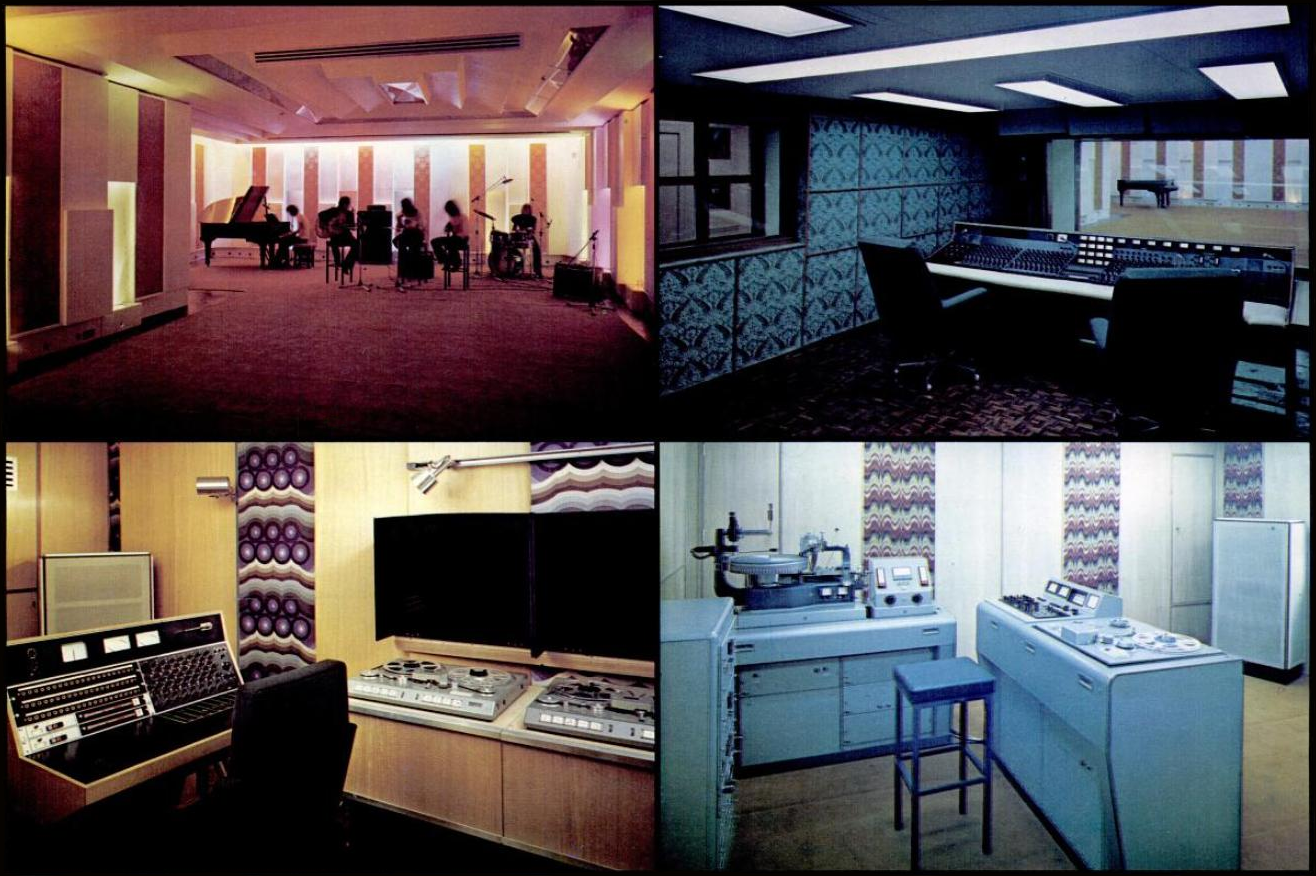
哈里森錄製本作的其中一個錄音室：蘋果錄音室

所有節奏吉他和主音吉他部分都是由哈里森獨自演奏，西蒙指出，這是這位前披頭四成員首次從克萊普頓的「隱約陰影」中走出。大多數基本音軌都是由哈里森用原聲吉他錄製的；只有《Living in the Material World》、《Who Can See It》和《That Is All》中帶有電子節奏部分，後兩首歌曲採用了與披頭四的專輯《艾比路》相同的萊斯利色調的聲音。儘管漢姆和他的壞手指樂隊同伴湯姆·埃文斯（Tom Evans）的演奏未能進入發行的專輯，但他們於10月4日至11日的加入曾擴大製作陣容。
據沃曼講，部分製作在倫敦的蘋果錄音室舉行，但更多的是在哈里森的修士公園自家錄音室進行。蘋果錄音室及其在倫敦的薩佛街的地址後來因這張專輯而獲得顯著的榮譽，這進一步說明哈里森擁護披頭四擁有的錄音設施的標誌。在秋季月份的周末，霍普金斯在蘋果公司錄製自己於1973年發的個人專輯《The Tin Man Was a Dreamer》，而哈里森、沃曼和霍恩有參與製作。沃曼將修士公園的氣氛描述為「親密、安靜、友好」。與他、哈里森和霍恩於1971年在藍儂的家參加專輯《想像》製作的氣氛形成鮮明對比。凱特納回憶起哈里森在整個錄音過程中一直專注於並「處於巔峰狀態」，他戒煙並開始使用印度教念珠。
專輯製作在霍普金斯前往牙買加，為滾石樂隊創作新專輯《Goats Head Soup》前的11月底結束。在此期間，哈里森為香卡和Ali Akbar Khan的備受推崇的《In Concert 1972》製作新的現場專輯，並於1月在蘋果唱片上發行。哈里森也在聖誕節前製作他和史達共同創作的歌曲《Photograph》的早期版本。 

### 配音和混音
在巴布·狄倫和他的妻子莎拉在修士公園作客後，哈里森於1973年1月在蘋果錄音室恢復專輯的製作工作，他最初為於1971年交給傑西·埃德·戴維斯（Jesse Ed Davis）錄製的歌曲《Sue Me, Sue You Blues》錄音。歌詞的法庭主題後在1973年初因為他、列儂和史達希望與經理艾倫·克萊因（Allen Klein）斷絕一切法律聯繫而出現新意義，克萊因更是麥卡尼在早期進行訴訟的主因。
在1月下旬至2月，專輯的基本音軌正在進行包括人聲、敲擊樂、法國號和哈里森的滑音管吉他的聲音等廣泛的配樂。在製作《Living in the Material World》的最後階段，因錫塔琴、長笛和扎基爾·侯賽因的塔布拉鼓被添加到歌曲的兩個「精神天空」部分，而受到了極大的關注。專輯主要以西方的搖滾樂部分和印度風的過渡音樂之間形成對比，以強調哈里森在物質世界的誘惑與精神目標之間的鬥爭。印度樂器在該曲目進行配樂以及《Be Here Now》更標誌哈里森難得的回歸印度風格，並令人回想起1966-68年他在披頭四的作品以及在1968年發行，他的第一張個人專輯《Wonderwall Music》。
巴勒姆的管弦樂隊和合唱團在3月初於《The Day the World Gets 'Round》、《Who Can See It》和《That Is All》的部分成為錄製的最後部分。在專輯製作完成後，哈里森飛往洛杉磯參加與披頭四有關的商務會議，並分別參與香卡的《Shankar Family & Friends》和史達的《Ringo》的製作。

## 藝術作品

專輯的內頁，出自《就是博伽梵歌》

在哈里森完成《万物必将消逝》及《孟加拉國演唱會》後，他委託湯姆·威爾克斯（Tom Wilkes）及後者的新商業夥伴克雷格·鮑恩（Craig Baun）負責專輯的藝術作品。專輯發行時，其摺頁和歌詞頁得到不少評論：滾石雜誌的史蒂芬·霍爾頓（Stephen Holden）將唱片描述為「帶有象徵性的手印封面和奉獻精神的精美包裝，『一切榮耀歸於奎師那』」；而作家尼古拉斯·沙夫納（Nicholas Schaffner）同樣欽佩「以帕布帕德發行的《博伽梵歌》的繪畫呈現印度教經文的顏色」這幅畫被繪製在歌詞頁上，而背面是一個帶黃色邊框的紅色ॐ符號，這幅畫的特色是迷人的七頭馬烏蔡什羅婆拉著奎師那和傳奇的弓箭手兼戰士阿周那的戰車。隨著專輯達到華麗搖滾潮流的高度，克萊森寫道：「一個英國少年可能仍在挖着奎師那在戰車上的裝備……雌雄同體的串珠長袍、鑲有寶石的菲斯和孔雀羽毛，而且非常漂亮，其神聖的至高性格與一些戲劇性的英國新畅销品不相同。」
威爾克斯使用以基爾里安攝影術拍攝，哈里森手握印度教獎章的照片作為專輯封面。這張照片與封底用照片是在加利福尼亞大學洛杉磯分校的超心理學部門拍攝；而封底的照片中，哈里森則持有2枚25美分硬幣和1枚1美元硬幣，共三枚美元硬幣。
在唱片的說明製作人員內頁的左面，顯示哈里森和他的音樂家朋友：史達、霍恩、沃曼、霍普金斯、凱特納和賴特在一張滿載著食物和葡萄酒的長桌子。這張模仿李奧納多·達文西的《最后的晚餐》的照片，是由好萊塢攝影師肯·馬庫斯在娛樂律師安倍·薩默（Abe Somer）位於加利福尼亞州的都铎王朝复兴建筑風格的住宅中拍攝的。與封底使用的美國硬幣一樣，照片中的各種細節代表哈里森所說的物質世界中生活中「令人討厭」的部分。克萊森推測照片中的各種象徵意義及隱藏的信息：如擺在桌子左側的嬰兒車與護士被推斷博伊德是無法生育；以及在遙遠地方且空無一人的輪椅，是用作紀念哈里森的已故母親。神學家戴爾·艾莉森（Dale Allison）在這張內頁照片和在1970年的歌曲《Awaiting on You All》的歌詞觀察到哈里森的反天主教情緒。艾里森寫道：身著黑色神父裝扮，玩弄着美國舊西部轉輪手槍的哈里森「是對羅馬教會的唯物主義和暴力的猛烈抨擊。」
在封底的第二個手印的下方，提供虛構的吉姆·凱特納粉絲俱樂部的詳細信息：顯示信息可通過向洛杉磯郵政發送用於自尋址信封的「蓋有郵票，赤裸的大象」獲得地址。這個細節是哈里森對這位鼓手的深情感謝（史達也在同年在他的專輯重複這手段）並輕鬆嘲諷最近為羽翼合唱團成立歌迷俱樂部的麥卡尼對翅膀符號，以及新樂隊的徽標的使用。

## 發售

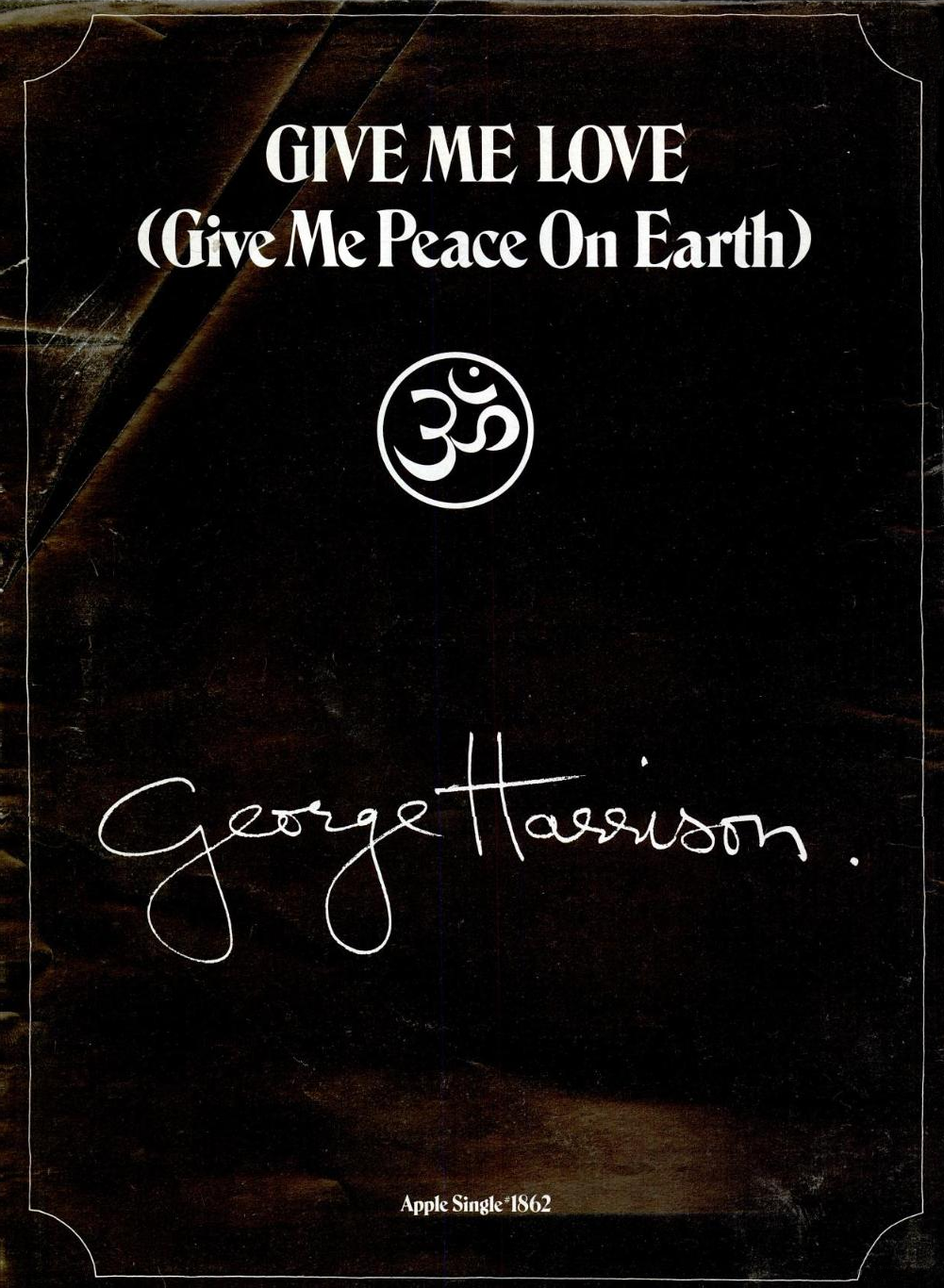
在1973年5月登報，專輯主打單曲的商業廣告

由於錄音時間的延長，《活在物質世界之中》是在蘋果公司於1973年4月至5月分別發行披頭四精選集《1962–1966》、《1967–1970》以及羽翼合唱團的第二張專輯《Red Rose Speedway》後發售。沙夫納在《The Beatles Forever》寫道：「有一陣子……專輯榜讓人想起披頭四狂熱的黃金時期。」單曲《Give Me Love（Give Me Peace on Earth)》是在期待已久的哈里森的新專輯前發行，這是他在美國的第2張獲得第1名的單曲。隨之而來的是廣告牌和印刷廣告活動，包括一張由三張海報組成的專輯封面和封底的海報，以及一張由蘋果公司發行，展示哈里森擺脫《The Concert for Bangladesh》及《All Things Must Pass》所熟悉的濃密鬍鬚形象的宣傳照片。照片中的他伸出左手，以呼應威爾克斯的專輯封面圖片。
《活在物質世界之中》分別於1973年5月30日在美國以蘋果編號SMAS3410和6月22日在英國以蘋果編號PAS10006發行。專輯立即獲得商業上的成功，在6月23日進入告示牌二百大專輯榜的第11位，並在翌週達到了第1位，過程中更令《Red Rose Speedway》排名下跌。專輯在美國花了五週時間，獲得美國唱片業協會的金認證，並在發行後的兩天內售出500,000張。在英國，這張專輯的最高排名是第2位，而排行榜的第1名則是史達出演的電影《That'll Be the Day》的配樂錄音帶。儘管最初銷量很高，但其後因為取消發行在美國的第二張單曲《Don't Let Me Wait Too Long》這「異常」決定而限制專輯的成功。
哈里森憑藉《活在物質世界之中》在專輯榜獲得第一名，以及《Give Me Love（Give Me Peace on Earth)》達到單曲榜第一名，令他再度獲得告示牌的雙重首位—而麥卡尼憑最近的《Red Rose Speedway》以及單曲《My Love》獲得1次雙重首位。哈里森對專輯甚少進行任何支持性推廣；則只有向BBC廣播一台送上一段預先錄製的錄音帶，並在節目《Radio One Club》中反複播放，但他在英國的唯一公開露面是在7月8日陪伴帕布帕德於倫敦市中心進行宗教遊行。根據作者比爾·哈里（Bill Harry）的數據，專輯在全球範圍內銷量超過300萬張。

## 評價

### 同代評價
西蒙將《活在物質世界之中》描述為「十年來最受期待的唱片之一」，並將其發行形容為「重大事件」。在備受期待的音樂評論家中，斯蒂芬·霍爾頓給予高度好評，並在滾石雜誌寫著唱片「終於出現」，然後將新專輯稱為「流行經典」和「深刻誘人的唱片」。他寫道：「很高興，這張專輯不僅是商業活動，而且是自约翰·列侬/塑胶小野乐团之後，前披頭四成員最簡潔，有整體構思的作品。」告示牌雜誌記錄他們在整張專輯中發現的兩個主題：「披頭四及其混搭」與「精神的底層」，並將哈里森的歌聲描述為「一流」。
在專輯於英國發行前兩週，旋律製造者雜誌發表其駐紐約記者邁克爾·沃茨（Michael Watts）對專輯的整版「獨家預覽」。後者寫道：「專輯留下的最令人印象深刻的印象與它的歌詞有關，儘管有時感覺莊重虔誠，但主題方面比上一張專輯上更為有趣，因此《活在物質世界之中》是（哈里森）像列儂一樣，以自己的方式做任何事情。」沃茨將簡化的作品描述為「歌詞的本質具有良好的藝術判斷力」，他總結道：「哈里森以前只是以非常優雅的流行歌曲創作人的身份打動我；現在他的地位已超過了藝人。現在他很誠實。」
霍爾頓認為在四位披頭四成員中，哈里森繼承樂隊自《白色專輯》開始積累的一個「最寶貴的」遺產—他們的精神光環。但其他評論家，特別是來自英國的，則在1973年夏天在反對他在專輯公開其宗教信仰。作者鮑勃·沃芬登後來寫道：「披頭四的泡沫無疑已經破裂，對於每個前成員來說，他的個人基座現在是暴露的，並非舒適的地點。」
《新音樂快遞》的托尼·泰勒表示，他以自己長期將哈里森視為「自冷凍披薩以來最好的包裝物品」開始評論，但近年來他的觀點因可怕的《万物必将消逝》而發生巨大變化，並繼續說道：「我的異端思想被孟加拉國演唱會期間卑鄙並無聊地傳開。」泰勒後以「令人愉悅、稱職、含糊呆板且無禮；它也是令人驚嘆的非原創，至少在歌詞上是-愚蠢、重複和其如此可惡的聖潔足以令我尖叫。」結束對專輯的描述。最終並總結道：「我毫不懷疑它會像熱風浪般出售，而且喬治會把所有利潤捐給飢餓的孟加拉人，這無疑讓我感到自己像個瘋子。」後來泰勒和羅伊·卡爾在1975年出版的《The Beatles: An Illustrated Record》一書中，哀嘆哈里森「有意地將《Holy Memoirs》這本書強加給無辜的唱片收藏家」，並宣布該專輯的精神主題「幾乎像列儂和小野洋子在1972年《Some Time in New York City》中提及政治激進主義般冒犯我們。」《Creem》的羅伯特·克里斯托（Robert Christgau）也沒對此留下深刻印象，他給這張唱片打「C」等級，並寫道：「哈里森唱歌時好像在製造西塔琴的效果。」
根據紐西蘭先驅報評論家格雷厄姆·里德，澳大利亞當代評論對該專輯的宗教性進行評論：「通常音樂比歌詞本身更能真實地表達歌詞的含義，但他是個一流的音樂家：萬物流動並交織，其旋律非常出色到可以照顧一切……」像霍爾頓一樣，尼古拉斯·沙夫納也認可這位歌手將自己的出版版稅捐贈給物質世界慈善基金會的姿態，並稱讚專輯的精湛音樂基礎。儘管「超凡的教條」並不總是合乎沙夫納的口味，但他認識到，哈里森在專輯「設計一種華麗的岩石奉獻品，旨在將其歌迷的立體聲設備轉變成神殿。」
沙夫納指出，除了專輯的抒情主題外，其製作和音樂水平也受到廣泛好評，更指出「菲爾·斯佩克特從來沒有像現在這樣專注的學生」。卡爾和泰勒稱讚哈里森的「出色而成功的滑音管吉他演奏」，以及將《Give Me Love (Give Me Peace on Earth)》、《The Lord Loves the One (That Loves the Lord)》、《The Light That Has Lighted the World》和《Living in the Material World》的獨奏稱為榜樣，以及哈里森職業生涯中最好的獨奏。沃芬登在他在1981年推出的《The Beatles Apart》一書中寫道：「那些喜歡歌詞或哈里森本人的人錯過很多音樂，其中很多都非常出色。」沃芬登形容這張專輯為非常好，但指出哈里森的「唯一錯誤」是他等待很長時間才能追隨他在1970-71年間的成功。

### 當代評價
| 評論得分         | 評論得分 |
| 來源             | 評分     |
| ---------------- | -------- |
| AllMusic         | [ 84 ]   |
| Blender雜誌      | [ 166 ]  |
| Mojo             | [ 167 ]  |
| Classic Rock     | [ 168 ]  |
| The Music Box    | [ 169 ]  |
| MusicHound       | [ 170 ]  |
| Music Story      | [ 171 ]  |
| PopMatters       | [ 172 ]  |
| 《滾石專輯指南》 | [ 173 ]  |

在發行後的幾十年中，《活在物質世界之中》獲得「被遺忘的大製作」這個引用西蒙·冷使用的術語的美譽，並受到羅伯特·羅德里格斯（Robert Rodriguez）和AllMusic的布魯斯·埃德（Bruce Eder）等評論員的迴響。後者將哈里森的這張專輯描述為「代表了他在某個高峰時期的個人演奏和歌曲創作」的「被低估的次要傑作」。The Music Box的約翰·梅茨格（John Metzger）將專輯稱為「哈里森的事業中最被低估和忽視的專輯」，並補充：「（專輯）圍繞其歌曲進行合併……以及從哈里森的讚美詩中散發出來的禪宗般的美。勢必不可避免地會產生微妙的影響。」
格雷格·科特於2002年在滾石雜誌寫道：「《活在物質世界之中》與前作相比下顯得非常單調。」對PopMatters的澤斯·倫迪（Zeth Lundy）而言，它受《All Things Must Pass》的「大教堂般等級的意義」旁邊的「更匿名的影響」之苦。戴夫·湯普森於2002年在《Goldmine》雜誌回顧哈里森的獨奏生涯，認為專輯與《万物必将消逝》相等，並解釋：「儘管歷史堅稱《活在物質世界之中》被它龐大的前作顯得黯然失色，但一但使用CD播放器的隨機播放功能將兩張專輯的歌曲混在一起，根本很難播放喜愛的歌曲。」
湯姆·道爾（Tom Doyle）在《Q》雜誌對2006年重新發行版本的評論中，讚揚如《The Light That Has Lighted the World》和《Be Here Now》等民謠歌曲，並建議「時間的距離有助於揭示其多樣的魅力」《Mojo》的馬特·雪諾表示這個「長期逾期的複刻」是「值得四首美妙的歌曲」，包括《Don't Let Me Wait Too Long》和《The Day the World Gets 'Round》，並得出結論：「其餘就是哈里·喬治森（Hari Georgeson）在他最崇高的講道上，但這絕不亞於音樂劇，而且他的步伐經常顯得輕盈。」
在2006年的另一則評論中，肖恩·佩里（Shawn Perry）在古著搖滾（Vintage Rock）網站上寫道：「《活在物質世界之中》在沒有其前作的粉飾下更加克制和直接，但其流動性和優雅是無可挑剔的」。佩里讚賞哈里森的滑音管吉他演奏，並將這張專輯評為「被低估的經典唱片」大衛·卡瓦納（David Cavanagh）在2008年為《Uncut》寫信時，將專輯描述為「在宗教方面有點全面」，但是「如果您想獲得最好的音樂才播放專輯」。

### 回顧評估
《Blogcritics》的查茲·利普（Chaz Lipp）就2014年的重新發行版進行回顧：「就產量而言，這榜首的經典專輯可以說比其上一張專輯更受歡迎」，並補充道：「令人討厭的《Sue Me, Sue You Blues》、疾馳的同名歌曲、以及與哈里森的最佳作品並列的是《Don't Let Me Wait Too Long》」《PopMatters》的亞歷克斯·弗朗奎利（Alex Franquelli）稱它為《All Things Must Pass》的「富有值得的後續作品」，以及為一張「這只在以前的版本才稍加提及的『提高人們對社會意識的認識』這訊息」的專輯，弗朗奎利總結：「這項工作具有更加精細的動態發展，哈里森在調音台後面的巧妙工作將各層保持在一起。」在同年另一則評論，保羅·特倫卡在《Classic Rock》寫道：「這些年來，這是他最公開的精神專輯……在今天，著名的歌曲，例如專為貪婪的克萊因創作的《Sue Me, Sue You Blues》，聽起來很好，但最受限制的曲目是《Don't Let Me Wait Too Long》、《Who Can See It》，這些華麗的流行歌曲，對他們的束縛更加有力。」特倫卡繼續將《Be Here Now》描述為專輯的「高聳成就」和「傑作」。
在披頭四傳記的作者中，艾倫·克萊森（Alan Clayson）在同意《万物必将消逝》的「未束縛的豐富」後，認可《活在物質世界之中》的製作「更接近喬治·馬丁風格的自我生產標準。」克萊森補充說，在更加禁忌的環境中，哈里森可被稱號為「搖滾滑音管吉他之王」，以及還可以在《Who Can See It》聽到他的「有史以來最華麗的演奏」。羅德里格斯還認同有一種生產美學使樂器可以為自己的旋律「閃閃發光」和「擁有呼吸空間」，並且將哈里森的吉他演奏總體評價為「恆星般的演奏」。彼得·拉韋佐利（Peter Lavezzoli）將這張專輯描述為「充滿精神的歌曲集，其中包含哈里森最出色的演唱，尤其是羅伊·奧比森風格的華麗民謠《Who Can See It》。」
西蒙將《活在物質世界之中》稱為他最喜愛的哈里森個人專輯。西蒙表示，結合《The Day the World Gets 'Round》帶有挑釁的抗議的歌曲、《The Lord Loves the One》的反明星音樂和《Give Me Love (Give Me Peace on Earth)》及《Don't Let Me Wait Too Long》的「完美流行樂甜點」歌曲，令《活在物質世界之中》是最後一張捕捉到1960年代特徵鮮明的烏托邦精神的專輯。埃德（Eder）同樣歡迎專輯其大膽的理想主義：「即使是在1973年夏天，經過多年的戰爭、紛爭和幻滅之後，我們中的某些人還是在尋找-想借用藍儂–麥卡尼的一首歌-或者希望從他們那裡得到像話語之類的東西並使我們自由。而喬治，上帝愛他，他有真正的義務……」

## 重製

### 2006年
列儂、麥卡尼和史達的個人作品在1990年代和21世紀初作為重新包裝活動而被重製，而哈里森的《活在物質世界之中》卻「被忽視多年」，作者布魯斯·斯皮策（Bruce Spizer）在2005年寫道：「考慮到其歌曲的質量，這是一個不幸的情況。」2006年9月25日，EMI在英國以CD和豪華CD/DVD包裝重新發行專輯，Capitol唱片則在翌天於美國發行。重製版的專輯包括2首以前都沒收錄於專輯的額外收錄曲目：作為單曲《Bangla Desh》B面曲的《Deep Blue》，以及單曲《Give Me Love (Give Me Peace on Earth)》B面曲的《Miss O'Dell》。CD/DVD版包含40頁的全彩小冊子，包括由馬爾·埃文斯（Mal Evans）和巴里·芬斯坦（Barry Feinstein）拍攝，內頁的額外照片、由凱文·霍利特（Kevin Howlett）撰寫的內頁說明、以及摘錄自哈里森自傳《I Me Mine》的手寫歌詞和歌曲評論。
DVD收錄1991年哈里森與艾瑞克·克萊普頓的日本巡迴演唱會版本的《Give Me Love (Give Me Peace on Earth)》，以及用於存檔電影的幻燈片放映，《Miss O'Dell》和《Sue Me, Sue You Blues》的從未發行的版本。最終的影片則播放一段1973年LP錄像片段，為包括音頻測試和包裝等，專輯在發行前的生產過程。儘管倫迪認為豪華版「將大量注意力放到了可能不應該得到的唱片上」，而DVD則「帶來不必要的額外部分」，佩里認為補充用DVD可能是這重製版的「主菜（piècede ressistance）」，並得出結論：「該DVD包括向已故而出色的吉他手致敬，任何披頭四樂隊和哈里森的歌迷都會珍藏。」

### 2014年
2014年9月，《活在物質世界之中》以哈里森歌曲合集《The Apple Years 1968–75》的一部分而再次被重製，重製版除仍提供CD外，還保留霍利特於2006年撰寫的說明，並在《Deep Blue》和《Miss O'Dell》之後添加《Bangla Desh》為第三首額外曲目。滾石雜誌的大衛·弗里克（David Fricke）將《活在物質世界之中》與《万物必将消逝》形容為「歌曲合集的核心部分」。《The Apple Years 1968–75》的第八張唱片則收錄2006年專輯豪華版DVD上的四條影片。

## 曲目
所有歌曲均由哈里森創作。
| 《活在物質世界之中》 | 《活在物質世界之中》                         | 《活在物質世界之中》 |
| 曲序                 | 曲目                                         | 时长                 |
| -------------------- | -------------------------------------------- | -------------------- |
| 1.                   | Give Me Love (Give Me Peace on Earth)        | 3:36                 |
| 2.                   | Sue Me, Sue You Blues                        | 4:48                 |
| 3.                   | The Light That Has Lighted the World         | 3:31                 |
| 4.                   | Don't Let Me Wait Too Long                   | 2:57                 |
| 5.                   | Who Can See It                               | 3:52                 |
| 6.                   | Living in the Material World                 | 5:31                 |
| 7.                   | The Lord Loves the One (That Loves the Lord) | 4:34                 |
| 8.                   | Be Here Now                                  | 4:09                 |
| 9.                   | Try Some, Buy Some                           | 4:08                 |
| 10.                  | The Day the World Gets 'Round                | 2:53                 |
| 11.                  | That Is All                                  | 3:43                 |

| 《活在物質世界之中》 – 2006年及2014年重製版額外收錄曲目 | 《活在物質世界之中》 – 2006年及2014年重製版額外收錄曲目 | 《活在物質世界之中》 – 2006年及2014年重製版額外收錄曲目 |
| 曲序                                                    | 曲目                                                    | 时长                                                    |
| ------------------------------------------------------- | ------------------------------------------------------- | ------------------------------------------------------- |
| 12.                                                     | Deep Blue                                               | 3:47                                                    |
| 13.                                                     | Miss O'Dell                                             | 2:33                                                    |

| 《活在物質世界之中》 – 2014年重製版額外收錄曲目 | 《活在物質世界之中》 – 2014年重製版額外收錄曲目 | 《活在物質世界之中》 – 2014年重製版額外收錄曲目 |
| 曲序                                            | 曲目                                            | 时长                                            |
| ----------------------------------------------- | ----------------------------------------------- | ----------------------------------------------- |
| 14.                                             | Bangla Desh                                     | 3:57                                            |

## 演奏人員
- 喬治·哈里森 – 主音及和音、電子及原聲結他、感聲吉他（英语：Dobro）、錫塔琴
- 尼克·霍普金斯 – 鋼琴、電子琴
- 加里·賴特 – 管風琴、簧風琴、電子琴、大鍵琴
- 克勞斯·沃曼 – 貝斯、低音提琴、次中音薩克斯風
- 吉姆·凱特納 – 鼓、敲擊樂器
- 林哥·史達 – 鼓、敲擊樂器
- 吉姆·霍恩（英语：Jim Horn） – 薩克斯風、長笛、號角編排
- 烏斯塔德·扎基爾·侯賽因 – 塔布拉鼓
- 約翰·巴勒姆 – 管弦樂及合唱編排
- 利昂·羅素（英语：Leon Russell）– 鋼琴 (在《Try Some, Buy Some》)
- 吉姆·戈登（英语：Jim Gordon (musician)） – 鼓、鈴鼓 (在《Try Some, Buy Some》)
- 皮特·漢姆（英语：Pete Ham） – 原聲結他 (在《Try Some, Buy Some》)

## 排行榜

### 週榜
| 榜單 (1973–74)         | 排名 |
| ---------------------- | ---- |
| 澳大利亚Go-Set排行榜   | 1    |
| 澳大利亚肯特音乐报道榜 | 2    |
| 比利時專輯榜           | 1    |
| 加拿大《RPM》专辑榜    | 1    |
| 荷蘭專輯排行榜         | 5    |
| 法国SNEP专辑榜         | 10   |
| 意大利專輯榜           | 4    |
| 日本Oricon公信榜       | 9    |
| 挪威世界之路专辑榜     | 4    |
| 西班牙專輯榜           | 1    |
| 瑞典最热榜             | 2    |
| 英国专辑榜             | 2    |
| 英國旋律製造者排行榜   | 5    |
| 美國告示牌二百大專輯榜 | 1    |
| 美國錢櫃雜誌专辑榜     | 1    |
| 美國Record World專輯榜 | 1    |
| 西德GfK娛樂榜單        | 20   |

| 榜單 (2006)          | 排行 |
| -------------------- | ---- |
| 法国SNEP专辑榜       | 14   |
| 日本Oricon專輯排行榜 | 33   |
| 美國告示牌專輯榜     | 36   |

| 榜單 (1973)                      | 排行 |
| -------------------------------- | ---- |
| 1973年澳大利亞肯特音樂年終排行榜 | 24   |
| 荷蘭專輯榜                       | 39   |
| 法國專輯榜                       | 16   |
| 意大利專輯榜                     | 34   |
| 美國告示牌年終榜單               | 43   |

| 地區                   | 认证 |
| ---------------------- | ---- |
| 美国（美國唱片業協會） | 金   |

## 註腳
註解
1. ↑  從1971年9月到1972年下半年，哈里森進行不少消耗他大部分創造力的活動：被捲入了與Capitol唱片進行的孟加拉國演唱會現場專輯談判、[13]與其令人失望的錄像片段有關的技術問題[14][15]以及與律師以及英美兩國政府各部門的跨大西洋會議。[16]
2. ↑  在兩人當中，坐在副駕駛座的妻子遭受較嚴重的傷害，[28][29]克萊森後來指出，哈里森認為可以「在隔壁房間裡放一個爵士鼓敲打來協助康復。」[30]
3. ↑  哈里森在1972年開始寫《So Sad》這首講述他們關係的終結的歌，並收錄於下一張專輯《黑馬》。[48]
4. ↑  《Try Some, Buy Some》和《Sue Me, Sue You Blues》這兩首歌曲[62]早已於1971年已將版權分配給哈里森的音樂出版公司Harrisongs，因此沒法捐贈其歌曲版稅。[63]
5. ↑  這位德國貝斯手生動地回憶起在廁所裡錄製他在《Be Here Now》的部分， [89][90]而馬丁·史柯西斯在2011年的哈里森同名紀錄片中的錄像片段則顯示音樂家們在修士公園演奏。[91]
6. ↑  當哈里森與經理分享對列儂和史達的幻滅感同時， [106]卻因克萊因沒有事先將1971年的音樂會註冊為慈善籌款用，導致該援助項目被剝奪免稅狀態尤其感到委屈。[107][108]
7. ↑  正如私制唱片《Living in the Alternate World》，這些部分用最少的儀器錄音，並等待著必要的音樂色彩。[109]
8. ↑  實際當時照片中站在賴特的位置的人是薩默，而威爾克斯在後期在薩默臉上疊加賴特臉部的照片。[117]
9. ↑  第1次則是憑《All Things Must Pass》[142]以及單曲《My Sweet Lord》[143]。

原文
1. ↑  原文：I wouldn't really care if no one ever heard of me again. I just want to play and make records and work on musical ideas.
2. ↑  原文：a prayer and personal statement between me, the Lord, and whoever likes it.
3. ↑  原文：All Things Must Pass might be better, but those songs [on Living in the Material World] are incredible … You can hear from the LP what his aim was; he definitely had a message he wanted to get across
4. ↑  原文：Phil was never there … I'd go along the roof at The Inn on the Park [hotel] in London and climb in his window yelling, "Come on! We're supposed to be making a record." … [Then] he used to have eighteen cherry brandies before he could get himself down to the studio.
5. ↑  原文：Living in the Material World is a profoundly seductive record. Harrison's rapt dedication infuses his musicality so completely that the album stands alone as an article of faith, miraculous in its radiance.
6. ↑  原文：It’s also breathtakingly unoriginal and – lyrically at least – turgid, repetitive and so damn holy I could scream.
7. ↑  原文：They feel threatened when you talk about something that isn't just "be-bop-a-lula". And if you say the words "God" or "Lord", it makes some people's hair curl.

參考頁數/資料
1. ↑  .   [2020-09-08]. （原始内容存档于2020-07-18）.
2. 1 2 3 4 5 6  Stephen Holden, "George Harrison, Living in the Material World" （页面存档备份，存于）, Rolling Stone, 19 July 1973, p. 54 (retrieved 12 April 2014).
3. ↑  Leng, pp. 124, 140.
4. ↑  Clayson, p. 318.
5. ↑  Schaffner, pp. 147, 159.
6. ↑  Leng, p. 121.
7. ↑  Tillery, p. 100.
8. ↑  George Harrison, p. 220.
9. ↑  Doggett, pp. 180–81, 192.
10. ↑  Woffinden, pp. 48, 68.
11. 1 2  Andrew Tyler, "Nicky Hopkins", Disc and Music Echo, 4 December 1971; available at Rock's Backpages （页面存档备份，存于） (subscription required; retrieved 30 August 2012).
12. ↑  Leng, pp. 123–24.
13. 1 2  The Editors of Rolling Stone, p. 43.
14. 1 2  Badman, p. 79.
15. ↑  George Harrison, pp. 60–61.
16. ↑  Doggett, p. 192.
17. ↑  Badman, pp. 54–56.
18. 1 2  Leng, p. 123.
19. ↑  Madinger & Easter, pp. 439–40.
20. ↑  Allison, pp. 45–47.
21. 1 2  Leng, p. 124.
22. ↑  Huntley, pp. 87, 89.
23. ↑  George Harrison, p. 254.
24. ↑  "George Harrison – In His Own Words" （页面存档备份，存于）, superseventies.com (retrieved 8 April 2014).
25. ↑  O'Dell, p. 188.
26. ↑  Clayson, p. 330.
27. ↑  Clayson, pp. 293, 325.
28. 1 2  Badman, pp. 67–68.
29. 1 2  Tillery, pp 118–19.
30. ↑   Clayson Clayson, p. 320.
31. ↑  Clayson, p. 248.
32. 1 2  Greene p 194
33. ↑  Leng, pp. 105, 133.
34. 1 2 3  Madinger & Easter, p. 439.
35. ↑  Woffinden, pp. 69–70.
36. ↑  George Harrison, pp. 246, 254, 258.
37. ↑  Tillery, pp. 111–12.
38. ↑  George Harrison, pp. 226, 248.
39. ↑  Lavezzoli, pp. 194–95.
40. ↑  "Chapter 1 – The Hare Krsna Mantra: 'There's nothing higher …' A 1982 Interview with George Harrison" （页面存档备份，存于）, Chant and Be Happy/harekrishna.com (retrieved 9 April 2014).
41. ↑  Greene, pp. 194, 195.
42. ↑  Leng, p. 157.
43. ↑  Harrison, p. 246.
44. ↑  Anthony DeCurtis, "George Harrison All Things Must Pass", Rolling Stone, 12 October 2000 (retrieved 7 May 2013).
45. 1 2 3  Leng, p. 137.
46. ↑  Inglis, pp. 37–38.
47. ↑  Huntley, pp. 91–92.
48. ↑  George Harrison, p. 240.
49. ↑  Leng ,p138
50. ↑  Clayson, p. 322.
51. ↑  MacDonald, p. 326.
52. ↑  Reid/Elsewhere
53. ↑  Leng, pp. 126–28, 129–30, 131, 133.
54. 1 2  Leng, p. 129.
55. ↑  Doggett, pp. 156, 157.
56. ↑  Leng, p. 131.
57. ↑  Tillery, p. 111.
58. ↑  Allison, pp. 141, 157.
59. ↑  Ingham, p. 134.
60. ↑  George Harrison, p. 385.
61. ↑  Schaffner p 160
62. 1 2  Madinger & Easter, p. 438.
63. ↑  George Harrison, p. 386.
64. ↑  Clayson, p. 315.
65. ↑  "Material World Charitable Foundation" > About （页面存档备份，存于）, georgeharrison.com (retrieved 9 April 2014).
66. ↑  Huntley, pp. 88–89.
67. ↑  Schaffner, p. 142.
68. 1 2 3  Kevin Howlett, booklet accompanying Living in the Material World reissue (EMI Records, 2006; produced by Dhani & Olivia Harrison).
69. ↑  The Editors of Rolling Stone, p. 180.
70. 1 2 3 4 5 6 7 8 9 10  Spizer, p. 254.
71. 1 2 3  Badman, p. 83.
72. ↑  Timothy White, "George Harrison – Reconsidered", Musician, November 1987, p. 53.
73. ↑  Spizer, p. 255, 342.
74. ↑  Badman, p. 25.
75. 1 2  Woffinden, p. 71.
76. 1 2 3  Schaffner, p. 159.
77. ↑  Rodriguez, p. 155.
78. ↑  Clayson, p. 323.
79. 1 2 3  Leng, p. 125.
80. ↑  David Cavanagh, "George Harrison: The Dark Horse", Uncut, August 2008, p. 43.
81. ↑  Lavezzoli, p. 200.
82. ↑  Woffinden, pp. 68–69.
83. ↑  Spizer, pp. 222, 254.
84. 1 2 3 4 5 6  Bruce Eder, "George Harrison Living in the Material World" （页面存档备份，存于）, AllMusic (retrieved 10 April 2014).
85. 1 2  Leng, p. 132.
86. ↑  MacDonald, p. 321.
87. ↑  Rodriguez, p. 260.
88. 1 2  Leng, p. 126.
89. ↑  Leng, p. 133.
90. 1 2  Snow, p. 72.
91. ↑  George Harrison: Living in the Material World DVD, 2011 (directed by Martin Scorsese; produced by Olivia Harrison, Nigel Sinclair & Martin Scorsese).
92. ↑  Badman, p. 50.
93. ↑  Baron Wolman, Rocks Off: The Nicky Hopkins Website （页面存档备份，存于） (retrieved 13 February 2012).
94. ↑  Castleman & Podrazik, p. 207.
95. 1 2  Cavanagh, p. 43.
96. ↑  Snow, p. 70.
97. ↑  Wyman, p. 415.
98. ↑  Castleman & Podrazik, pp. 112, 122.
99. ↑  Ken Hunt, "Review: Ravi Shankar Ali Akbar Khan, In Concert 1972", Gramophone, June 1997, p. 116.
100. ↑  Rodriguez, p. 35.
101. ↑  Sounes, p. 272.
102. ↑  Badman, p. 89.
103. ↑  Badman, p. 84.
104. ↑  Leng, p. 127.
105. ↑  Woffinden, pp. 43, 70, 75.
106. ↑  Clayson, pp. 332–33.
107. ↑  Doggett, pp. 192–93.
108. ↑  Lavezzoli, p. 193.
109. ↑  Leng, p. 130.
110. 1 2  Greene, p. 195.
111. ↑  Inglis, pp. 40–41.
112. ↑  Huntley, p. 92.
113. ↑  Schaffner, pp. 111, 159.
114. ↑  Leng, pp. 129, 134–35.
115. ↑  Badman, p. 91.
116. ↑  Leng, p. 138.
117. 1 2 3 4 5 6 7 8  Spizer, p. 256.
118. ↑  Pierre Perrone, "Tom Wilkes: Graphic designer responsible for many celebrated album covers" （页面存档备份，存于）, The Independent, 15 July 2009 (retrieved 31 March 2012).
119. ↑  Booklet accompanying Living in the Material World reissue (EMI Records, 2006; produced by Dhani & Olivia Harrison), p. 36.
120. ↑  Lavezzoli, p. 194.
121. ↑  Woffinden, pp. 71–72.
122. ↑  Clayson, pp. 324–25.
123. ↑  Tillery, p. 112.
124. 1 2 3 4  Clayson ,p .324.
125. ↑  George Harrison, p. 258.
126. 1 2   Allison ,p .42.
127. 1 2 3  Madinger & Easter, p. 440.
128. ↑  Badman, pp. 94–95, 98.
129. 1 2  Schaffner, p. 158.
130. ↑  Spizer, p. 249.
131. ↑  George Harrison, plate XXXIII, p. 389.
132. ↑  Olivia Harrison, pp. 308–09.
133. ↑  Spizer, pp. 255–56.
134. ↑  Carr & Tyler, p. 106.
135. ↑  Castleman & Podrazik, p. 125.
136. ↑  Doggett, p. 207.
137. ↑  Castleman & Podrazik, p. 364.
138. ↑  Castleman & Podrazik, pp. 332, 364.
139. 1 2  Badman, p. 103.
140. ↑  "Search: 07/07/1973" > Albums, Official Charts Company (retrieved 28 October 2013).
141. ↑  Leng, p. 128.
142. ↑  "All Things Must Pass" > Charts & Awards > Billboard Albums （页面存档备份，存于）, AllMusic (retrieved 11 February 2013).
143. ↑  . AllMusic (retrieved 28 April 2010).
144. ↑  Castleman & Podrazik, pp. 353–54, 364.
145. ↑  Badman, pp. 102, 104.
146. ↑  Harry, pp. 235, 291.
147. ↑  Leng, pp. 123, 140.
148. ↑  Huntley, pp. 94–95, 112.
149. ↑  Eliot Tiegel (ed.), "Top Album Picks: Pop", Billboard, 9 June 1973, p. 54 (retrieved 21 November 2014).
150. ↑  Billboard album review: George Harrison Living in the Material World, Billboard, 9 June 1973; quoted in The Super Seventies "Classic 500", "George Harrison – Living in the Material World" （页面存档备份，存于） (retrieved 12 April 2014).
151. ↑  Melody Maker, 9 June 1973, pp. 1, 3.
152. 1 2  Michael Watts, "The New Harrison Album", Melody Maker, 9 June 1973, p. 3.
153. 1 2  The Editors of Rolling Stone, p. 44.
154. 1 2  Lavezzoli, p. 195.
155. ↑  Woffinden, p. 73.
156. 1 2  Chris Hunt (ed.), NME Originals: Beatles – The Solo Years 1970–1980, IPC Ignite! (London, 2005), p. 70.
157. 1 2 3  Tony Tyler, "Holy Roller: Harrison", NME, 9 June 1973, p. 33.
158. ↑  Carr & Tyler, p. 107.
159. ↑  Christgau, Robert. . Creem. October 1973  [2018-06-25]. （原始内容存档于2020-08-09）.
160. ↑  Graham Reid, "George Harrison Revisited, Part One (2014): The dark horse bolting out of the gate" （页面存档备份，存于）, Elsewhere, 24 October 2014 (retrieved 4 December 2014).
161. ↑  Schaffner, pp. 159, 160.
162. ↑  Schaffner, p. 160.
163. 1 2  Clayson, pp. 323–24.
164. ↑  Huntley, pp. 90–91.
165. ↑  Woffinden, pp. 69, 71–72.
166. ↑  Paul Du Noyer, "Back Catalogue: George Harrison", Blender, April 2004, pp. 152–53.
167. ↑  Hugh Fielder, "George Harrison Living In The Material World", Classic Rock, December 2006, p. 98.
168. 1 2  Mat Snow, "George Harrison Living in the Material World", Mojo, November 2006, p. 124.
169. 1 2 3  John Metzger, "George Harrison Living in the Material World" （页面存档备份，存于）, The Music Box, vol. 13 (11), November 2006 (retrieved 10 April 2014).
170. ↑  Graff & Durchholz, p. 529.
171. ↑  Pricilia Decoene, "Critique de Living In The Material World, George Harrison" (in French), Music Story (archived version from 6 October 2015, retrieved 29 December 2016).
172. 1 2 3  Zeth Lundy, "George Harrison: Living in the Material World" （页面存档备份，存于）, PopMatters, 8 November 2006 (retrieved 29 November 2014).
173. ↑  "George Harrison: Album Guide", rollingstone.com (archived version retrieved 5 August 2014).
174. ↑  Rodriguez, p. 157.
175. ↑  The Editors of Rolling Stone, p. 188.
176. ↑  Dave Thompson, "The Music of George Harrison: An album-by-album guide", Goldmine, 25 January 2002, p. 17.
177. ↑  Tom Doyle, "George Harrison Living in the Material World", Q, November 2006, p. 156.
178. 1 2  Shawn Perry, "George Harrison, Living In The Material World – CD Review" （页面存档备份，存于）, vintagerock.com, October 2006 (retrieved 29 November 2014).
179. ↑  Cavanagh, p. 47.
180. ↑  Chaz Lipp, "Music Review: George Harrison’s Apple Albums Remastered" （页面存档备份，存于）, Blogcritics, 5 October 2014 (retrieved 6 October 2014).
181. ↑  Alex Franquelli, "George Harrison: The Apple Years 1968–75" （页面存档备份，存于）, PopMatters, 30 October 2014 (retrieved 1 November 2014).
182. ↑  Paul Trynka, "George Harrison: The Apple Years 1968–75" （页面存档备份，存于）, TeamRock, 8 October 2014 (retrieved 27 November 2014).
183. ↑  Paul Trynka, "George Harrison The Apple Years 1968–75", Classic Rock, November 2014, p. 105.
184. ↑  Clayson, pp. 302, 323.
185. ↑  Rodriguez, pp. 156, 157.
186. ↑  Rip Rense, "The Rip Post Interview with Simon Leng", The Rip Post, 2006 (archived version retrieved 26 October 2013).
187. ↑  Leng, pp. 126, 129, 131–32, 141.
188. 1 2 3  "Living in the Material World Re-Issue" （页面存档备份，存于）, georgeharrison.com, 22 June 2006 (retrieved 9 April 2014).
189. 1 2  Jill Menze, "Billboard Bits: George Harrison, Family Values, Antony" （页面存档备份，存于）, billboard.com, 21 June 2006 (retrieved 26 November 2014).
190. ↑  Madinger & Easter, pp. 435, 442.
191. ↑  Booklet accompanying Living in the Material World reissue (EMI Records, 2006; produced by Dhani & Olivia Harrison), pp. 33, 36.
192. ↑  Kory Grow, "George Harrison's First Six Studio Albums to Get Lavish Reissues" （页面存档备份，存于）, rollingstone.com, 2 September 2014 (retrieved 1 October 2014).
193. 1 2  Joe Marchese, "Give Me Love: George Harrison’s 'Apple Years' Are Collected On New Box Set" （页面存档备份，存于）, The Second Disc, 2 September 2014 (retrieved 1 October 2014).
194. ↑  David Fricke, "The Many Solo Moods of George Harrison: Inside 'The Apple Years' Box" （页面存档备份，存于）, Rolling Stone, 26 September 2014 (retrieved 1 October 2014).
195. ↑  "Billboard Hits of the World", Billboard, 25 August 1973, p. 50 (retrieved 11 April 2014).
196. ↑  David Kent, Australian Chart Book 1970–1992, Australian Chart Book (St Ives, NSW, 1993; ISBN 978-0-646-11917-5).
197. 1 2  "Billboard Hits of the World", Billboard, 11 August 1973, p. 65 (retrieved 9 April 2014).
198. ↑  "RPM 100 Albums, June 30, 1973" 的存檔，存档日期2014-04-06., Library and Archives Canada (retrieved 9 April 2014).
199. ↑  "George Harrison – Living in the Material World" （页面存档备份，存于）, dutchcharts.nl (retrieved 9 April 2014).
200. 1 2  "InfoDisc: Tous les Albums classés par Artiste > Choisir un Artiste dans la Liste" 的存檔，存档日期2015-05-09. (in French), infodisc.fr (retrieved 13 April 2014).
201. 1 2  .   [2020-09-08]. （原始内容存档于2012-12-14） （意大利语）. hitparadeitalia.it (retrieved 13 April 2014).
202. ↑  . Roppongi, Tokyo: Oricon Entertainment. 2006. ISBN 4-87131-077-9.
203. ↑  "George Harrison – Living in the Material World" （页面存档备份，存于）, norwegiancharts.com (retrieved 9 April 2014).
204. ↑  Salaverri, Fernando.  1st. Spain: Fundación Autor-SGAE. 2005-09. ISBN 84-8048-639-2.
205. ↑  "Swedish Charts 1972–1975/Kvällstoppen – Listresultaten vecka för vecka" > Juli 1973 > 17 & 24 Juli 的存檔，存档日期2012-03-23. (in Swedish), hitsallertijden.nl (retrieved 13 February 2013).
206. ↑  "Artist: George Harrison" > Albums （页面存档备份，存于）, Official Charts Company (retrieved 28 October 2013).
207. ↑  Castleman & Podrazik, p. 342.
208. ↑  Tony Lanzetta (dir.), "Billboard Top LP's & Tape" （页面存档备份，存于）, Billboard, 14 July 1973, p. 64 (retrieved 21 February 2017).
209. ↑  "Cash Box Top 100 Albums", Cash Box, 14 July 1973, p. 37.
210. ↑  Lenny Beer (ed.), "The Album Chart", Record World, 14 July 1973, p. 28.
211. ↑  "Album – George Harrison, Living in the Material World" （页面存档备份，存于）, charts.de (retrieved 3 January 2013).
212. ↑  . oricon.co.jp （日语）. Oricon Style (retrieved 11 February 2012).
213. ↑  "Billboard Albums", Billboard, 14 October 2006, p. 76 (retrieved 25 November 2014).
214. ↑  David Kent, Australian Chart Book 1970–1992, Australian Chart Book (St Ives, NSW, 1993; ISBN 0-646-11917-6).
215. ↑   (ASP).   [2014-04-02]. （原始内容存档于2014-04-17） （荷兰语）.
216. ↑  . （原始内容 (PHP)存档于2012-10-27） （法语）. infodisc.fr (retrieved 13 April 2014).
217. ↑  "Billboard 1970's Album Top 50 (Part 1) > 1973" （页面存档备份，存于）, 7 December 2007 (retrieved 13 April 2014).
218. ↑  "Top Pop Albums of 1973" Archive.today的存檔，存档日期2012-12-04, billboard.biz (retrieved 11 February 2012).
219. ↑  . Recording Industry Association of America.   [2012-02-11] （英语）.